# Manes Meckenstock

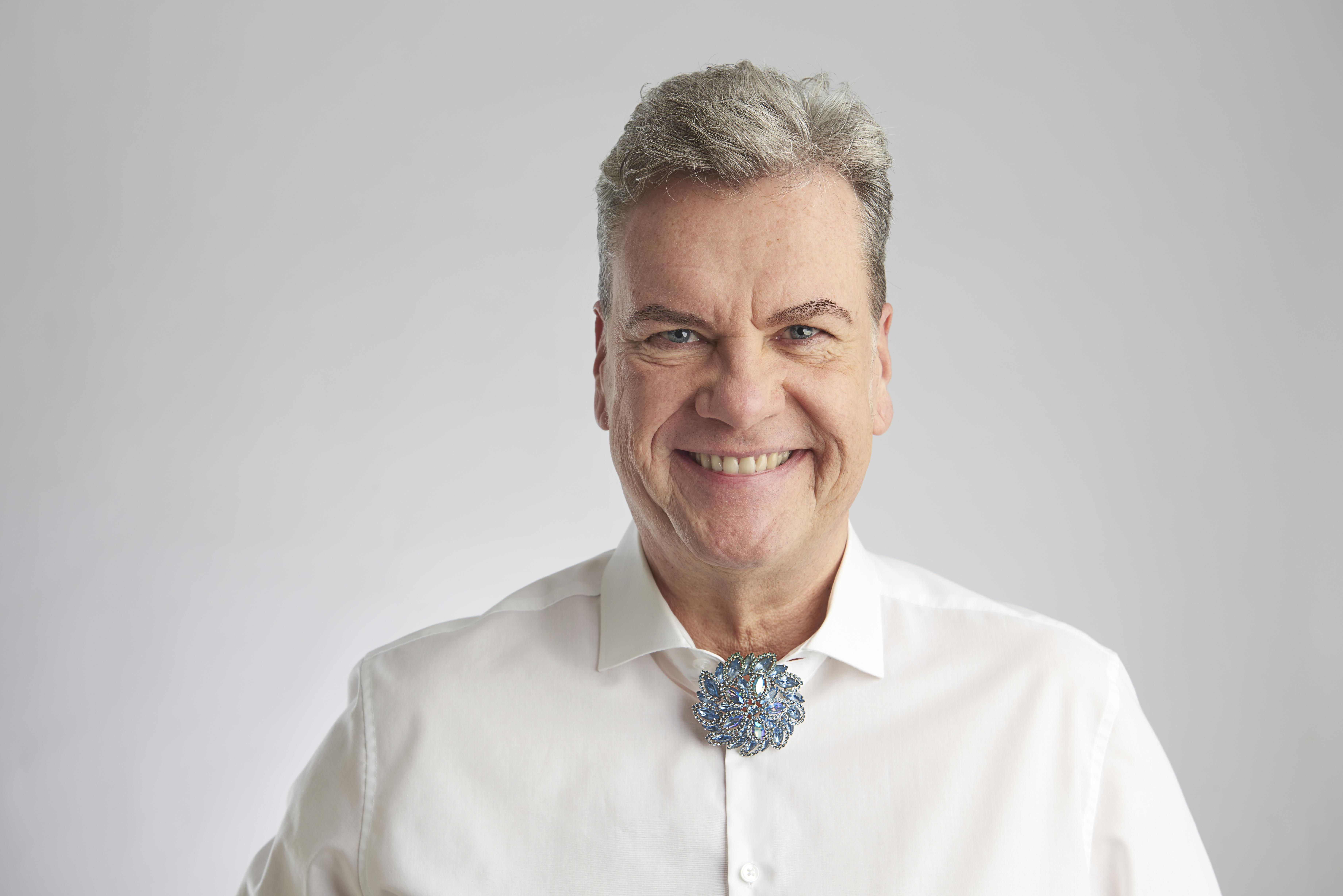
Manes Meckenstock (2014)

Manes Meckenstock (* 13. Mai 1961 als Jörg Friedrich Hermann Kempkes in Düsseldorf-Flingern) ist ein Kabarettist, Moderator und Autor aus Düsseldorf.

## Künstlerischer Werdegang
Meckenstock wuchs in einfachen Verhältnissen im Düsseldorfer Arbeiterviertel Flingern auf. Nach seinem Abitur 1980 studierte er Verwaltungsrecht. Als anerkannter Kriegsdienstverweigerer leistete er seinen Zivildienst in der Altenpflege und -betreuung ab und arbeitete anschließend als Frisör und Maskenbildner. Ein Haarkunde empfahl ihn 1990 wegen seiner prägnanten Stimme an den Hörfunk. Seine satirische Kolumne Kapaftisch bei Antenne Düsseldorf setzte sich auf Rheinisch mit Düsseldorf und seinen Bewohnern auseinander, dafür nahm er den Mädchennamen seiner Mutter an: Meckenstock.
Der große Erfolg dieser Kolumne führte zu einem ersten Engagement ans Düsseldorfer Kom(m)ödchen. Dort sah ihn Bettina Böttinger und verpflichtete ihn zum WDR, wo er für unterschiedliche Redaktionen arbeitete.
Bundesweit bekannt wurde Meckenstock durch die Unterhaltungssendung Zimmer frei! 15 Jahre lang führte er als Außenreporter durch die Wohnzimmer der prominenten Gäste. Gastauftritte in verschiedenen anderen Unterhaltungssendungen folgten bei 7 Tage, 7 Köpfe, Ottis Schlachthof oder den Mitternachtsspitzen.
Er war Moderator der Sonntagssendung Kuckuck bei Antenne Düsseldorf, arbeitete auch als Sprecher und Autor für HR3 und die Deutsche Welle.
Nach einer rassistischen Äußerung in seiner Radiosendung im September 2007 („Wenn ich Gülcan sehe, dann bedaure ich, dass es die Nürnberger Rassengesetze nicht mehr gibt.“), für die er sich später öffentlich entschuldigte, gab er die Moderation seiner Sendung ab. 2014 nahm er die Sendung als monatliches Format wieder auf.
Auch beim WDR ruhte seine Medienpräsenz – nach einer mehrmonatigen Pause war Meckenstock von Januar 2008 bis 2011 wieder als Reporter bei Zimmer frei! aktiv.
2011 wechselte Meckenstock zum Regionalsender Center TV Düsseldorf, wo er bis zur Schließung des Senders im Dezember 2017 ein monatliches Sendeformat bekam: Manes up Jück (rheinisch für: Manes unterwegs).
Im Düsseldorfer Stadtteil Unterbilk öffnete er 2005 das Gasthaus „Meckenstocks“ mit angeschlossener Kleinkunstbühne: das „Haus der Freude“. Bedingt durch eine U-Bahnbaustelle vor seiner Kneipe übernahm Meckenstock Ostern 2010 das traditionsreiche Restaurant mit Bootshaus im Volksgarten Düsseldorf, um dort das Konzept des alten Standortes fortzuführen. 2015 zog er sich aus der Gastronomie zurück.
Seit 2016 tritt Meckenstock als Unterhaltungskünstler auf den Aida-Kreuzfahrtschiffen auf.

## Soziales Engagement
Im März 2004 gründete Meckenstock den gemeinnützigen Kulturförderverein Himmel & Ähd e. V., der sich für die Förderung von Kleinkunst und Kultur in Düsseldorf einsetzt. Als erster Vorsitzender organisiert er Veranstaltungen in Düsseldorf und Umgebung, u. a. im Haus der Freude.
Seit 2005 organisiert und moderiert Meckenstock Benefiz-Versteigerungen für verschiedene Vereine, seit 2010 einen Weihnachtsmarkt, dessen Erlöse an gemeinnützige Institutionen gehen.

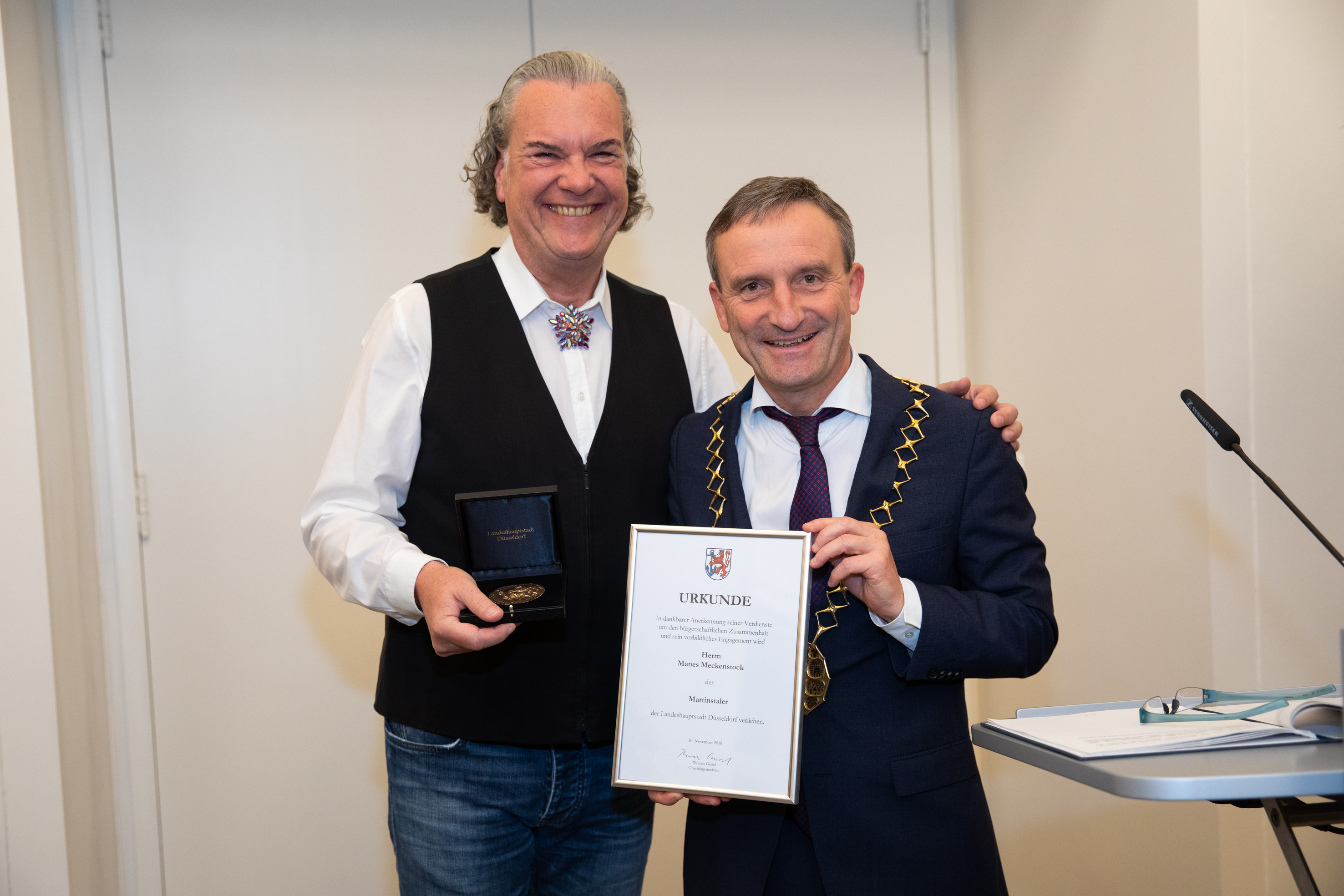
Düsseldorfs Oberbürgermeister Thomas Geisel (r.) überreichte Manes Meckenstock den Martinstaler der Landeshauptstadt.

Für sein ehrenamtliches Engagement wurde Meckenstock im November 2018 mit dem Martinstaler der Landeshauptstadt Düsseldorf ausgezeichnet.

## Auszeichnungen
- 2007 Itter-Litter der KG Musketiere Hilden
- 2014 Schäfers Jupp-Plakette der KG Unterrather Funken Blau-Gelb
- 2014 Weinbotschafter Rheinland-Pfalz
- 2018 Martinstaler der Landeshauptstadt Düsseldorf

## Programme/Theater
- 1992 – 1993 Mer hant jet zo sahre – Gemeinschaftsproduktion Kom(m)ödchen
- 1994 – 1997 Die Rache des Rheinländers – mit Frank Küster
- 1996 – 1997 Kamelle, et Christking kütt! – mit Gaby Köster
- 1997 – 2004 Kinner hät sich selfs jemaht (1. Soloprogramm)
- 1997 – 2007 Kuckucks Bunter Abend
- 2000 Johannas Leidenschaften, Stück und Regie: Peter Kern – Rolle des Karl Schwesig – Produktion Düsseldorfer Schauspielhaus
- 2005 – 2013 Ein Abend mit …
- seit 2007 Fröher – mit Die Sweethearts
- seit 2014 Lott jonn – oder als das Würstchen Huppsi machte

## Compact Disks
- Kamelle, et Christking kütt! (hochdt. Kamelle, das Christkind kommt!), Con-Anima-Verlag, 1997, ISBN 3-931265-12-9.
- Kinner hät sich selfs jemaht! (hochdt. Keiner hat sich selbst gemacht!), Con-Anima-Verlag, 1998, ISBN 3-931265-14-5.